# Baires Fly
Baires Fly es una aerolínea argentina con sede en Buenos Aires. Fue fundada el 30 de mayo de 1996 y opera servicios chárter de pasajeros y carga. Su base de operaciones principal es el Aeroparque Jorge Newbery.

## Flota
La flota actual de Baires Fly está compuesta por las siguientes aeronaves (a abril de 2025):
| Aeronaves     | En servicio | Pedidos | Pasajeros (clase única) | Matrículas | Año de fabricación |
| ------------- | ----------- | ------- | ----------------------- | ---------- | ------------------ |
| Cirrus SR22   | 1           | —       | 2                       | LV-JVU     | 2021               |
| Gulfstream IV | 1           | —       | 12-19                   | LV-JQW     | 2004               |
| Gulfstream V  | 1           | —       | 15-19                   | LV-KAX     | 1997               |
| Learjet 35    | 1           | —       | 8                       | LV-IYQ     | 1975               |
| Learjet 60    | 5           | —       | 10                      | LV-CPL     | 1994               |
| Learjet 60    | 5           | —       | 10                      | LV-KMA     | 1994               |
| Learjet 60    | 5           | —       | 10                      | LV-CCO     | 1996               |
| Learjet 60    | 5           | —       | 10                      | LV-FUF     | 1999               |
| Learjet 60    | 5           | —       | 10                      | LV-FVZ     | 2002               |
| Total         | 9           | —       |                         |            |                    |

### Flota histórica
| Aeronaves                           | Total | Introducido | Retirado | Matrículas                                      |
| ----------------------------------- | ----- | ----------- | -------- | ----------------------------------------------- |
| Beechcraft King Air                 | 1     | 2002        | 2003     | N4481P                                          |
| Beechcraft Super King Air           | 1     | 2004        | 2005     | LV-BAN                                          |
| Fairchild Swearingen Metroliner II  | 1     | 1996        | 2006     | LV-WHG                                          |
| Fairchild Swearingen Metroliner III | 6     | 1992        | 2023     | LV-ZMG, LV-WRA, LV-WTE, LV-WJT, LV-VDJ y LV-WAG |